# 1957年の中日ドラゴンズ
1957年の中日ドラゴンズでは、1957年の中日ドラゴンズにおける動向をまとめる。
この年の中日ドラゴンズは、3回目の天知俊一監督体制の1年目のシーズンである。

## 概要
2年連続で優勝できなかったことから、この年天知監督が再復帰。前年2連覇で優勝候補筆頭の巨人が4月を平凡なスタートだったのに対して中日は14勝6敗1分で勝ち越し開幕ダッシュに成功。前半戦は阪神が追い上げるものの、チームは前半戦を首位で折り返した。後半戦以降は勝ちまくって3年ぶりの優勝が期待されたものの、8月21日の国鉄戦で国鉄の金田正一（地元出身）に完全試合を喫し、さらに終始波に乗れなかった巨人が後半戦以降巻き返して最後は首位から陥落。最終的に巨人の3連覇を許し、阪神にも抜かれて4.5ゲーム差で3位で終わった。それでも前半戦を杉下茂や大矢根博臣など投手陣の踏ん張りで首位に立ったことから、翌年以降の優勝が期待されたがその後チームは停滞期に入る。投手陣はエース中山俊丈が2年連続の20勝をあげるなど5人が2ケタ勝利をあげ、完投数・防御率でリーグ1位を記録したが、打撃陣は西沢道夫、杉山悟などベテラン選手の衰えもあり本塁打、打率ともにリーグ最下位に終わった。対戦成績では阪神・国鉄に15勝10敗1分と勝ち越し、3連覇の巨人に13勝13敗と互角だったものの、それまで得意だった大洋には12勝13敗1分と負け越したのが響いた。

## チーム成績

### レギュラーシーズン
| 1 | 中 | 本多逸郎 |
| 2 | 右 | 原田督三 |
| 3 | 一 | 西沢道夫 |
| 4 | 左 | 杉山悟   |
| 5 | 二 | 井上登   |
| 6 | 遊 | 岡嶋博治 |
| 7 | 三 | 丹羽一幸 |
| 8 | 捕 | 河合保彦 |
| 9 | 投 | 伊奈努   |

| 順位 | 4月終了時 | 4月終了時 | 5月終了時 | 5月終了時 | 6月終了時 | 6月終了時 | 7月終了時 | 7月終了時 | 8月終了時 | 8月終了時 | 9月終了時 | 9月終了時 | 最終成績 | 最終成績 |
| ---- | --------- | --------- | --------- | --------- | --------- | --------- | --------- | --------- | --------- | --------- | --------- | --------- | -------- | -------- |
| 1位  | 中日      | --        | 中日      | --        | 中日      | --        | 中日      | --        | 大阪      | --        | 巨人      | --        | 巨人     | --       |
| 2位  | 大阪      | 0.5       | 大阪      | 3.0       | 巨人      | 1.5       | 大阪      | 3.0       | 巨人      | 0.0       | 中日      | 3.0       | 大阪     | 1.0      |
| 3位  | 巨人      | 3.0       | 巨人      | 5.0       | 広島      | 2.5       | 巨人      | 3.5       | 中日      | 1.0       | 大阪      | 3.0       | 中日     | 4.0      |
| 4位  | 広島      | 4.0       | 広島      | 7.0       | 大阪      | 3.0       | 広島      | 7.0       | 国鉄      | 9.0       | 国鉄      | 15.5      | 国鉄     | 15.5     |
| 5位  | 国鉄      | 6.5       | 国鉄      | 8.5       | 国鉄      | 6.5       | 国鉄      | 7.5       | 広島      | 10.5      | 広島      | 17.5      | 広島     | 21.0     |
| 6位  | 大洋      | 10.0      | 大洋      | 15.5      | 大洋      | 16.5      | 大洋      | 21.0      | 大洋      | 15.5      | 大洋      | 18.0      | 大洋     | 21.5     |

| 順位 | 球団             | 勝 | 敗 | 分 | 勝率 | 差   |
| 1位  | 読売ジャイアンツ | 74 | 53 | 3  | .583 | 優勝 |
| 2位  | 大阪タイガース   | 73 | 54 | 3  | .575 | 1.0  |
| 3位  | 中日ドラゴンズ   | 70 | 57 | 3  | .551 | 4.0  |
| 4位  | 国鉄スワローズ   | 58 | 68 | 4  | .460 | 15.5 |
| 5位  | 広島カープ       | 54 | 75 | 1  | .419 | 21.0 |
| 6位  | 大洋ホエールズ   | 52 | 74 | 4  | .413 | 21.5 |

## オールスターゲーム1957
| コーチ     | 天知俊一 |        |          |          |
| ファン投票 | 井上登   |        |          |          |
| 監督推薦   | 中山俊丈 | 伊奈努 | 吉沢岳男 | 西沢道夫 |
| 補充選手   | 岡嶋博治 |        |          |          |

- 取り消し線は出場辞退

## 表彰選手
| リーグ・リーダー |
| ---------------- |
| 受賞者なし       |

| ベストナイン | ベストナイン | ベストナイン |
| 選手名       | ポジション   | 回数         |
| ------------ | ------------ | ------------ |
| 井上登       | 二塁手       | 3年連続3度目 |